# Odporność na włamanie okna lub drzwi
Odporność na włamanie – właściwość okna lub drzwi, polegająca na stawianiu oporu próbom siłowego wejścia do chronionego pomieszczenia lub obszaru, z użyciem siły fizycznej oraz za pomocą określonych z góry narzędzi.
Okna i drzwi, dla których producent deklaruje  odporność na włamanie, powinny być określane zgodnie z zasadami podanymi w normie PN-EN 1627.
Odporność  na włamanie określają klasy odporności:
- zgodnie z normą europejską obowiązującą w Polsce PN-EN 1627:2012 "Drzwi, okna, ściany osłonowe, kraty i żaluzje -- Odporność na włamanie -- Wymagania i klasyfikacja" – klasy od 1 do 6
- zgodnie z wycofaną kilka lat temu normą polską – klasy A, B i C.

Atesty (czyli badania zakończone wydaniem certyfikatu) wykonują:
- IMP – Instytut Mechaniki Precyzyjnej
- ITB – Instytut Techniki Budowlanej
- Centralne Laboratorium Kryminalistyki Komendy Głównej Policji

| Klasa drzwi | Czas oporu | Odporność |
| ----------- | ---------- | --- |
| RC1N        | -          | Podstawowa ochrona przed włamaniem przy użyciu siły fizycznej. Brak wymagań dotyczących oszklenia.                 |
| RC1         | -          | Podstawowa ochrona przed włamaniem przy użyciu siły fizycznej.                                                     |
| RC2N        | -          | Ochrona przed otwarciem przy pomocy prostych narzędzi np. śrubokręt, szczypce. Brak wymagań dotyczących oszklenia. |
| RC2         | 3 minuty   | Ochrona przed otwarciem przy pomocy prostych narzędzi np. śrubokręt, szczypce. Stosowane oszklenia klasy 4 (P4)    |
| RC3         | 5 minut    | Podobnie jak klasa 2 używając dodatkowego śrubokręt, łom.                                                          |
| RC4         | 10 minut   | Ochrona przed włamywaczem który używa siekiery, młotka, dłuta oraz wiertarki akumulatorowej.                       |
| RC5         | 15 minut   | Ochrona przez włamywaczem który używa elektronarzędzi np. wiertarki.                                               |
| RC6         | 20 minut   | Ochrona przez włamywaczem który używa elektronarzędzi dużej mocy.                                                  |